# Plectris maculipennis
Plectris maculipennis är en skalbaggsart som beskrevs av Moser 1918. Plectris maculipennis ingår i släktet Plectris och familjen Melolonthidae. Inga underarter finns listade i Catalogue of Life.